# Orlando finto pazzo
Orlando finto pazzo és una òpera en tres actes composta per Antonio Vivaldi sobre un llibret italià de Grazio Braccioli. S'estrenà al Teatro Sant'Angelo de Venècia el novembre de 1714.
És la primera òpera per Venècia del Prete Rosso després del seu debut amb Ottone in villa a Vicenza. És probable que l'obra no tingués gaire èxit per salvar la temporada, i Vivaldi va haver de tornar i posar en escena Orlando de Giovanni Alberto Ristori, drama que s'havia realitzat amb èxit l'any anterior, al qual també va contribuir Vivaldi.